# جيمي شاندلير
جيمي شاندلير (بالإنجليزية: Jamie Chandler)‏ (24 مارس 1989 في المملكة المتحدة - ) هو لاعب كرة قدم بريطاني في مركز الوسط. شارك مع منتخب إنجلترا تحت 16 سنة لكرة القدم ومنتخب إنجلترا تحت 17 سنة لكرة القدم ومنتخب إنجلترا تحت 18 سنة لكرة القدم ومنتخب إنجلترا تحت 19 سنة لكرة القدم. أما مع النوادي، فقد لعب مع نادي سندرلاند ونادي غيتزهد ودارلينجتون إف سى.

## وصلات خارجية
- جيمي شاندلير على موقع قاعدة بيانات كرة القدم.إي يو (الإنجليزية)
- جيمي شاندلير على موقع Soccerbase.com (لاعب) (الإنجليزية)
- جيمي شاندلير على موقع Soccerway.com (الإنجليزية)